# 施洛斯巴赫山
施洛斯巴赫山（英語：Mount Schlossbach），是南極洲的山峰，位於愛德華七世地，處於尼爾森山東南面，屬於洛克菲勒山脈的一部分，在1929年1月27日由美國探險隊發現，現時由南極條約體系管理。